# Classique du football uruguayen
Le classique du football uruguayen (espagnol : Clásico del fútbol uruguayo) est le nom donné aux rencontres entre les deux équipes de football les plus populaires et les plus titrées d'Uruguay : Peñarol, créé en 1891 et le Nacional, créé en 1899.
Les deux clubs sont basés dans la capitale Montevideo.
Le Nacional évolue au stade Gran Parque Central et le Peñarol évolue au stade José Pedro Damiani puis au stade Centenario.
La rivalité entre les deux clubs est sociale et apparaît au début des années 1900 entre le Nacional et le Central Uruguay Railway Cricket Club (CURCC), l'ancêtre du Peñarol. Au fil du temps, une rivalité sportive s'installe.

## Histoire

### Origine de la rivalité
La première confrontation entre Tricolores du Nacional et Aurinegros du CURCC date du 15 juillet 1900, ce qui en fait la rivalité la plus ancienne du monde du football en dehors des Îles Britanniques. 
Le CURCC est créé en 1891 par des employés et ouvriers majoritairement anglais de la compagnie de chemins de fer uruguayens. Le club a pour surnom Peñarol, du nom du quartier de Montevideo où est établi le siège de l'entreprise. Le football en Uruguay est dominé par les équipes composées d'étrangers et le Nacional est créé par la fusion de deux clubs d'étudiants à la suite de la nationalisation massive que connaît le pays au début du XXe siècle. Le Nacional est explicitement crée dans le but de concurrencer les équipes étrangères et orne les couleurs bleu, blanc et rouge en référence au drapeau de José Gervasio Artigas, militaire des Provinces-Unies du Río de la Plata et chef de file de l'indépendance de l'Uruguay.
Le CURCC est soutenu par les clases populaires et le Nacional par les universitaires de Montevideo ce qui crée une rivalité à tendance sociale. Des articles de presse de 1908 rapportent que les clubs sont des « adversaires à jamais irréconciliables ».
Le 13 décembre 1913, alors que le Nacional et le CURCC se sont affrontés une cinquantaine de fois, la section football du CURCC devient le CURCC Peñarol, et en mars 1914 le Club Atlético Peñarol. Il semble que le CURCC ait malgré tout conservé une section football récréative, coexistant avec le Club Atlético Peñarol jusqu'en 1915. Cette incertitude nourrit une polémique coutumière sur le doyenné du football uruguayen, entretenue par les dirigeants du Nacional.

### 1934: Le clásico de la valise
Le 27 mai 1934 a lieu la finale du Championnat d'Uruguay de football 1933 entre les deux clubs. Le score est de zéro à zéro lorsqu'un joueur du Peñarol effectue un centre qui sort des limites du terrain et le ballon rebondit sur la mallette d'un des soigneurs du Nacional puis revient dans l'aire de jeu et un joueur du Peñarol marque. L'arbitre se voit dans l'obligation d'annuler le but et cela provoque une bagarre à la suite de laquelle trois joueurs du Nacional sont exclus. Dans la foulée, l'arbitre interrompt le match au motif d'un éclairage du stade insuffisant et la finale est remise à une date ultérieure alors qu'il reste vingt minutes à jouer.
Le 30 juillet 1934, l'Association uruguayenne de football décide d'annuler le but du Peñarol ainsi que l'un des trois cartons rouges du Nacional. Il est aussi décidé que les vingt dernières minutes sont jouées le 25 août 1934 à huis clos. Dans une atmosphère de nouveau électrique, trois joueurs du Nacional sont exclus durant le match et à huit contre onze, les joueurs obtiennent le match nul zéro à zéro et l'occasion de jouer une seconde finale.
La seconde finale et donc la troisième opposition se solde de nouveau sur un score de 0-0 après prolongations. La troisième finale se tient le 18 novembre 1934 et le Nacional remporte le titre de champion grâce à une victoire par trois buts à deux.
| Finale, premier match | Club Nacional de Football | 0-0   | Club Atlético Peñarol | Stade Centenario, Montevideo                         |                                                      |
| 27 mai 1934           |                           | (0-0) |                       | Spectateurs : 42 000 Arbitrage : Telésforo Rodríguez | Spectateurs : 42 000 Arbitrage : Telésforo Rodríguez |

| Finale, fin premier match | Club Nacional de Football | 0-0   | Club Atlético Peñarol | Stade Centenario, Montevideo                        |                                                     |
| 25 août 1934              |                           | (0-0) |                       | Spectateurs : À huis clos Arbitrage : Aníbal Tejada | Spectateurs : À huis clos Arbitrage : Aníbal Tejada |

| Finale, deuxième match | Club Nacional de Football | 0-0 (a.p.) | Club Atlético Peñarol | Stade Centenario, Montevideo                      |                                                   |
| 2 septembre 1934       |                           | (0-0)      |                       | Spectateurs : 35 000 Arbitrage : Domingo Lombardi | Spectateurs : 35 000 Arbitrage : Domingo Lombardi |

| Finale, troisième match | Club Nacional de Football | 3-2   | Club Atlético Peñarol                       | Stade Centenario, Montevideo                       |                                                    |
| 18 novembre 1934        | H.Castro 53e 61e 77e      | (0-1) | Braulio Castro 42e · Juan Pedro Arremón 58e | Spectateurs : 35 000 Arbitrage : Juan Carlos Cerón | Spectateurs : 35 000 Arbitrage : Juan Carlos Cerón |

### Années 1940: Le jour du 10-0 et le clásico de la fuite
Le 14 décembre 1941, le Nacional bat le CA Peñarol sur un score de 6-0. Plus tôt dans la journée, les équipes réserves s'affrontent et les réservistes du Nacional gagne 4-0. En accumulant les résultats des deux rencontres, les supporters du Nacional aiment à dire que leur club a battu le rival sur un score de 10-0.
Le 9 octobre 1949, le Peñarol mène à la mi-temps par un score de deux buts à zéro et joue à onze contre neuf. Le Nacional refuse de reprendre le match et l'arbitre donne la rencontre gagnée au Peñarol. Les supporters du CA Peñarol appellent ainsi cette confrontation, le Clásico de la fuite.

« Il avait plu pendant toute la première mi-temps. Quand l'arbitre est venu nous voir pour nous annoncer que nous avions gagné, le soleil est apparu ! »

— Alcides Ghiggia, joueur du CA Peñarol lors de la rencontre du 9 octobre 1949.

### Années 1970 et 1980
Les deux équipes se rencontrent en phase de poule lors de la Copa Libertadores 1971. Le Nacional bat le Peñarol à domicile et à l'extérieur et s'ouvre la voie pour remporter sa première Copa Libertadores. Cette double victoire intervient dans une série de seize rencontres consécutives sans défaites du Nacional dans le classique du football uruguayen (confrontations 303 à 318).
En 1975, le Peñarol remporte à l'extérieur le centième derby de l'ère professionnel sur un score de 1-2.
En 1985 est organisée une compétition appelée la Coupe d'Or des Grands (espagnol : Copa de Oro de los Grandes). Cette compétition vise à déterminer la suprématie de l'un des deux clubs sur l'autre et se joue sur une série de huit matchs. Au terme de la sixième rencontre, le Peñarol mène avec quatre victoires pour deux matchs nul et remporte ce tournoi.

### Années 1990 et 2000: alternance de règne
Le Peñarol règne sur le football uruguayen lors de la décennie 1990 avec l'acquisition de six titres de champion dont cinq d'affilée entre 1993 et 1997. Les rôles s'inversent lors de la décennie 2000, avec le Peñarol qui ne gagne que l'édition 2003, lorsque dans le même temps, le Nacional glane six titres et connait d'une manière générale de meilleurs résultats en compétitions internationales.

## Confrontations
Les deux équipes s'affrontent lors de 546 matchs entre 1900 et 2025.

## Statistiques

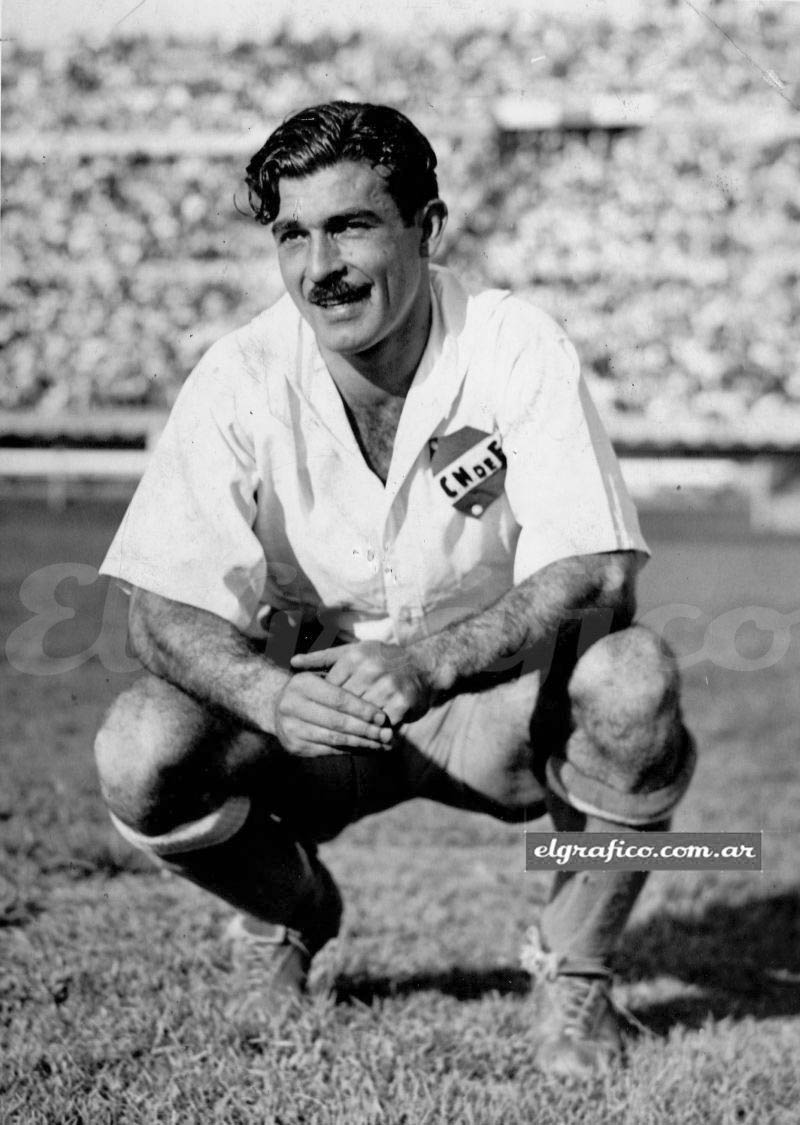
Atilio García.

Hormis sous la période amateure, le Peñarol est devant le Nacional au nombre de victoires dans l'ensemble des compétitions où les deux clubs se sont affrontés.
Le Nacional détient à son actif d'autres performances face à son rival avec la plus large victoire grâce à un écart de six buts lors du 6-0 de la confrontation 165 en 1941, le buteur le plus prolifique de ce derby avec Atilio García qui inscrit 34 buts ou le plus de finales remportées avec 17 victoires pour 10 défaites. 
| Compétition       | Victoires du Peñarol | Matchs nuls | Victoires du Nacional | Buts pour Peñarol | Buts pour Nacional |
| ----------------- | -------------------- | ----------- | --------------------- | ----------------- | ------------------ |
| Championnat       | 86                   | 82          | 74                    | 242               | 303                |
| Copa Libertadores | 13                   | 15          | 10                    | 38                | 44                 |
| Liguilla          | 12                   | 4           | 6                     | 22                | 34                 |
| Supercopa         | 1                    | 2           | 1                     | 4                 | 6                  |
| Copa Mercosur     | 1                    | 1           | 0                     | 2                 | 1                  |
| Autre             | 68                   | 57          | 72                    | 197               | 256                |
| Total             | 181                  | 161         | 163                   | 505               | 604                |

## Palmarès
En intégrant au palmarès du Peñarol celui du Central Uruguay Railway Cricket Club, les deux clubs remportent 101 des 121 éditions du championnat d'Uruguay de football ainsi que 36 tournois internationaux, dont huit Copa Libertadores et six Coupes intercontinentales. Les deux équipes sont classées respectivement aux premier et troisième rangs du classement des meilleurs clubs sud-américains du XXe siècle établi par l'IFFHS en 2006.
| Compétitions                               | Peñarol | Nacional |
| ------------------------------------------ | ------- | -------- |
| Championnat                                | 52      | 49       |
| Supercoupe                                 | 2       | 3        |
| Copa Libertadores                          | 5       | 3        |
| Coupe intercontinentale                    | 3       | 3        |
| Recopa Sudamericana                        | 0       | 1        |
| Copa Interamericana                        | 0       | 2        |
| Supercoupe des champions intercontinentaux | 1       | 0        |
| Total                                      | 63      | 61       |

## Autour de la rivalité

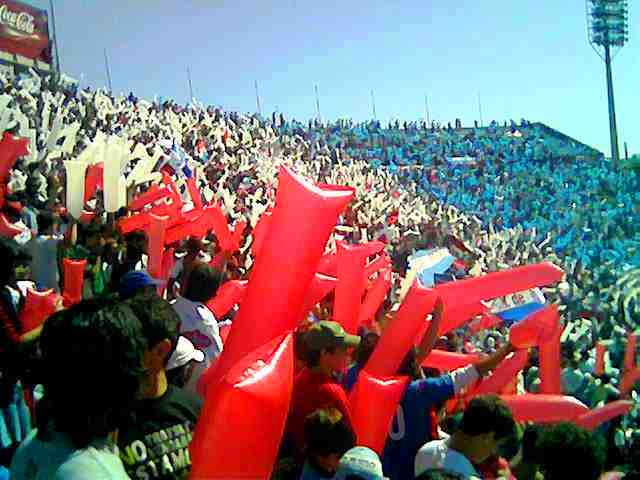
Supporters du Nacional.

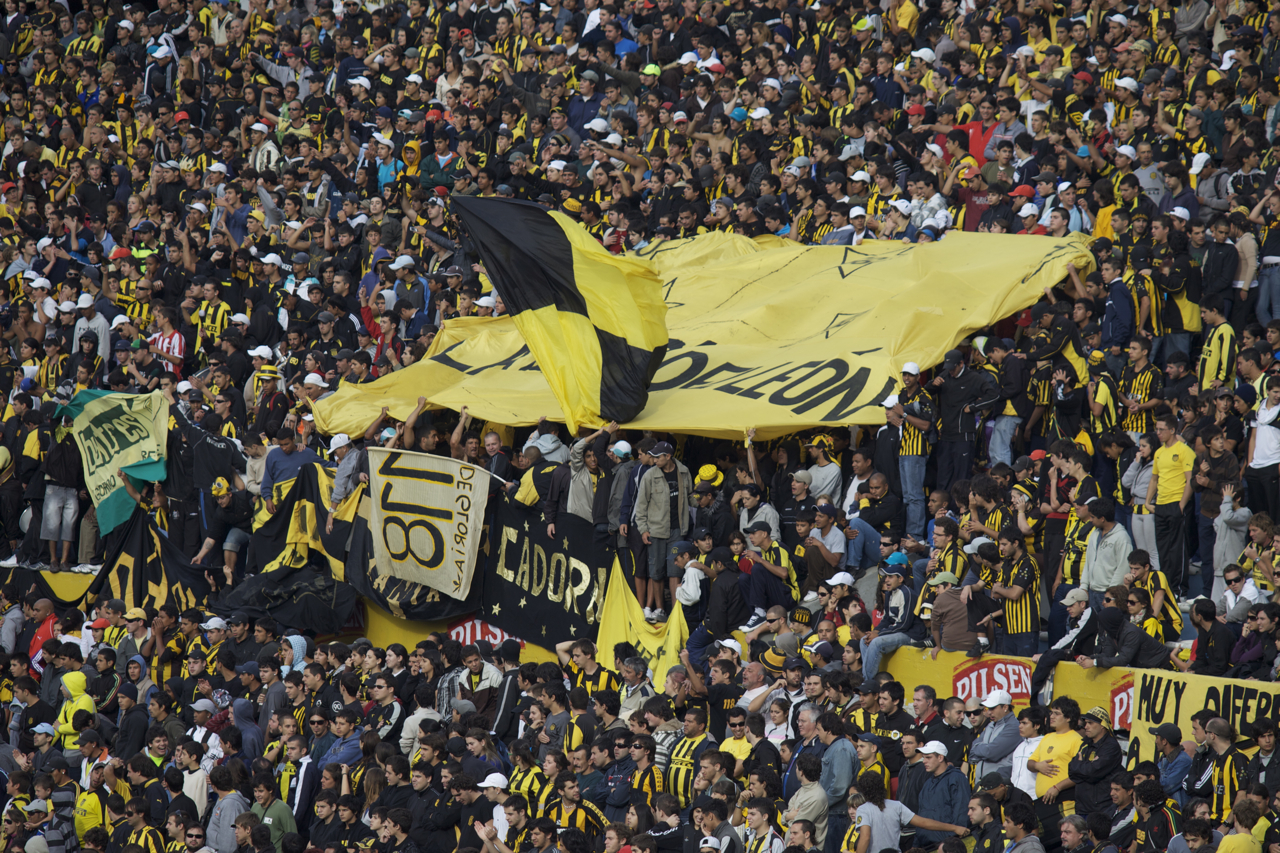
Supporters du Peñarol.

### Stade et affluences
Le Nacional évolue depuis 1901 au stade Gran Parque Central. Avant cette date il utilise le stade Centenaire, propriété de la municipalité pour ses matchs à domicile, tout comme son rival Peñarol. Le Peñarol évolue à partir de 1916 au stade Campeon del Siglo, qui vient d'être inauguré officiellement avec une victoire sur Danubio par 2-1. De 1921 à 1933, le CA Peñarol joue au stade Pocitos, puis au stade Centenario jusqu'au début 2016.
Étant donné la capacité relativement limitée du Gran Parque Central, le Nacional joue ses derbys contre le CA Peñarol au stade Centenario.
Au niveau des affluences, le Classique du football uruguayen suscite toujours un engouement populaire exceptionnel, comme en mai 2011, où 41 000 places sont vendues dès le premier jour d'ouverture des ventes de billets.

### Supporteurs

#### Généralités
Dans la mesure où le Peñarol a été fondé par des immigrés britanniques et quelques travailleurs criollos, à l'origine le profil de ses supporteurs est plutôt issu des populations  des clases populaires. Par opposition, le Nacional trouve majoritairement ses partisans parmi les clases moyennes. 
Il est généralement considéré que le Peñarol et le Nacional partagent le pays en deux groupes de supporteurs dominants largement les autres clubs : en 2013, un sondage indique que 62 % des sondés supportent le Peñarol, 31 % le Nacional et seulement 5 % un autre club (le reste ne s'intéressant pas au football).

#### Supporteurs du Peñarol
Le club poursuit l'objectif de fidéliser ses supporteurs et travaille dans ce sens ; en 2016, le Peñarol comptent plus de 28 000 abonnés (en espagnol : socios). À cette date, vingt groupes officiels de supporteurs (appelés peñas) existent, à travers le pays et même à l'étranger.
Aux côtés de ces supporteurs traditionnels, le club est suivi par des supporteurs ultras. Depuis sa création, la barra brava du Peñarol a été impliqué dans de nombreux actes de violence, à la fois contre des groupes similaires d'autres clubs (notamment du Nacional) ou contre la police. Les incidents provoqués par les fans du Peñarol ont coûté de nombreux points depuis 1994, faisant perdre mathématiquement trois titres de champion au club (Apertura 1994, Clausura 1997 et Clausura 2002).

#### Supporteurs du Nacional
En mai 2011, la Tribune Colombes du Stade Centenario, réservée aux supporteurs du Club Nacional de Football, a été la première à afficher complet.

## Navigation

#### Histoire
- Peñarol - Nacional sur fr.fifa.com

#### Confrontations et statistiques
- Peñarol - Nacional sur www.rsssf.com